# Aequorea victoria
Aequorea victoria er en bioluminescerende vandmand, der findes ud for vestkysten af Nordamerika. Arten er bedst kendt som kilden til aequorin (et fotoprotein) og grønt fluorescerende protein (GFP); to proteiner involveret i bioluminescens. Deres opdagere, Osamu Shimomura og kolleger, vandt 2008 Nobelprisen i kemi for deres arbejde med GFP.

## Luminescens
Aequorea victoria er i stand til at producere blink af blåt lys ved en hurtig frigivelse af calcium (Ca2+), som interagerer med fotoproteinet aequorin. Det blå lys, der produceres, omdannes igen til grønt lys af det nu berømte grønt fluorescerende protein (GFP). Denne overførsel af energi kaldes Förster resonansenergioverførsel (FRET). Både aequorin og GFP er vigtige fluorescerende markører, der ofte anvendes i biokemisk forskning.
I 1961 isolerede Shimomura og kolleger proteinet aequorin og dets lille molekyle cofaktor, coelenterazin, fra et stort antal Aequorea vandmænd på Friday Harbor Laboratories. Efter først at have fundet at tilsætning af havvand til en renset prøve af aequorin førte til udsendelse af lys, opdagede de efterfølgende, at det var calciumioner (Ca2+) i prøven, der førte til at bioluminescensen blev udløst. Denne forskning markerede også begyndelsen på forskningen i grønt fluorescerende protein, som er blevet opsummeret af Shimomura.
Denne opdagelse førte til store fremskridt inden for biologisk og medicinsk forskning. Proteiner i cellen kan kobles til grønt fluorecerende protein uden at miste deres funktion, og derved kan de visualiseres i cellen. Anvendelsen af grønt fluorescerende protein har således givet mulighed for yderligere forståelse af behandlinger og medicinske diagnoser.
For sin forskning i GFP blev Osamu Shimomura tildelt 2008 Nobelprisen i kemi sammen med Martin Chalfie og Roger Tsien.